# Palazzo Solaro del Borgo
Il Palazzo Solaro del Borgo, noto anche come Palazzo Isnardi di Caraglio, dal nome della famiglia cui successero nella proprietà i Solaro del Borgo, è un edificio storico di Torino sito in Piazza San Carlo 183.

## Storia
Venne costruito fra il 1644 e il 1656 per conto del marchese lorenese Francesco Havard de Senantes, su progetto originario del 1640 di Carlo di Castellamonte, con una dimensione ridotta rispetto all'attuale: era infatti composto di tre soli appartamenti.
Alla morte del Senantes, il palazzo passò ai marchesi Isnardi di Caraglio, che verso il 1753 lo fecero ampliare notevolmente affidandone il progetto a Benedetto Alfieri. Questi creò nuovi appartamenti di gala, salotti, gallerie ed un grande scalone. Con l'Alfieri collaborarono l'architetto Giovanni Battista Borra e numerosi artisti ed arredatori dell'epoca, che diedero al palazzo l'attuale aspetto rococò. 
L'edificio passò poi in proprietà alla famiglia Asinari di Bernezzo, che nel 1782 lo vendette ai Solaro del Borgo. Da questi venne venduto all'Accademia Filarmonica nel 1838. L'Accademia vi fece costruire all'interno, tra il 1840 ed il 1841, una grandiosa sala per concerti, l'Odeo, la cui realizzazione è dovuta al Talucchi.